# Gieser

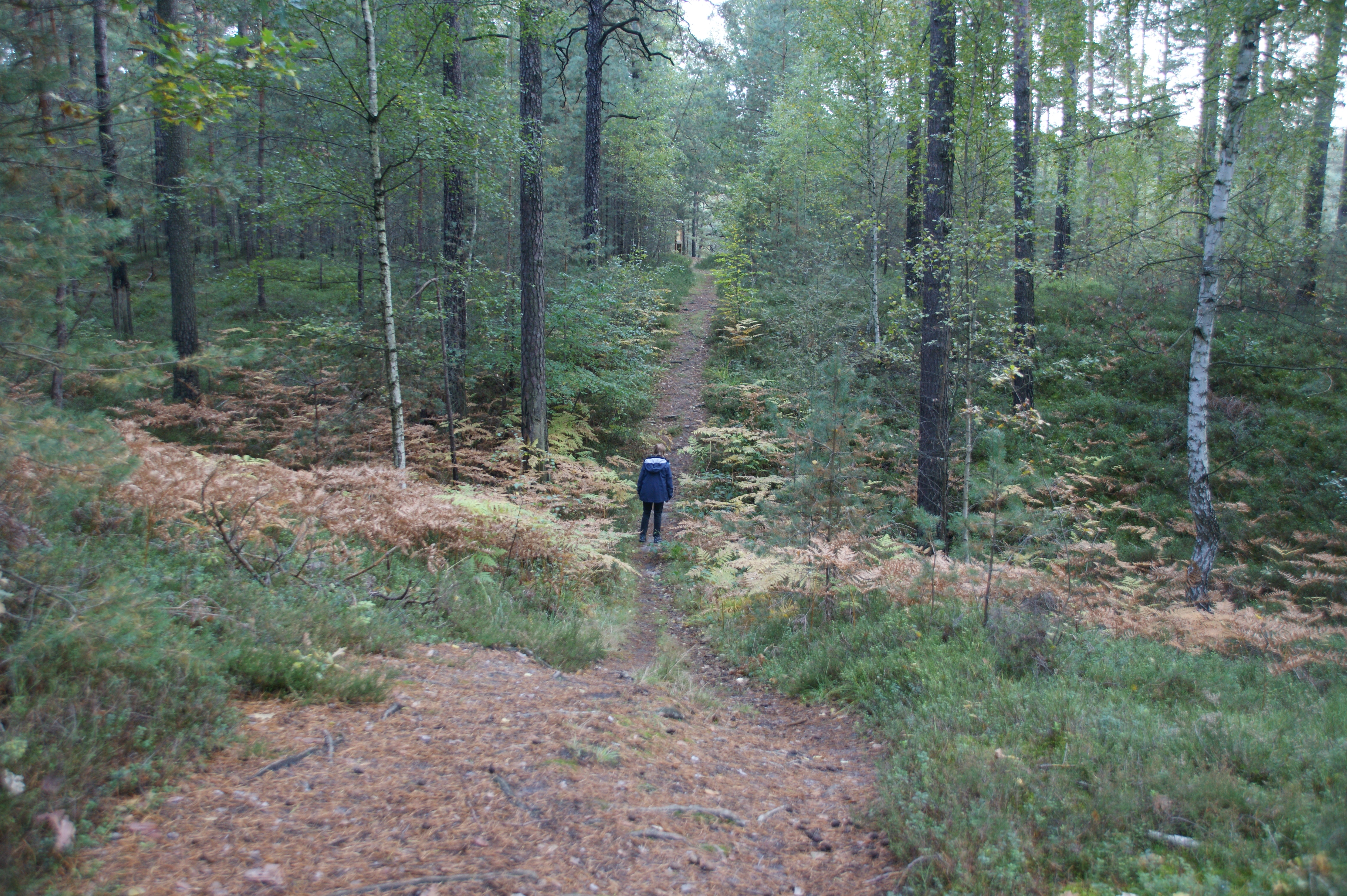
Nördliche Senke des Doppelgieser bei Krauschwitz (Lausitz, Sachsen) am Geopfad Drachenberge

Als Gieser, auch Jeser bzw. Jesor werden im Lausitzer Braunkohlerevier typische, abflusslose Senkungs- und Vernässungszonen mit kleinflächiger Moorbildung im Ausstrichbereich steil gestellter Flöze bezeichnet. Der Begriff stammt vom sorbischen jězor („See“).
Sie entstanden in Stauchendmoränengebieten durch die Oxidation der durch das Inlandgletschereis bis an die Tagesoberfläche aufgerichteten horizontal gelagerten Sedimente. Während die Erosion von Kiessanden und Grundmoränen langwierig ist und zur Entstehung von Geländekuppen und -rücken führt, werden die verwitterungsanfälligen tertiären Sande, Tone und insbesondere die Kohle an der Tagesoberfläche schnell ausgespült. Die dadurch entstandenen rinnenartigen Vertiefungen können sich geradlinig, sanft gewunden oder gekrümmt durch die Landschaft ziehen. Da das Braunkohlenflöz entlang der Gieser mitunter über einen Kilometer bis an die Tagesoberfläche reicht, konnten dadurch früher Braunkohlenvorkommen auch ohne Bohrungen aufgefunden werden. Jedoch gestaltete sich der Abbau der bis zu Tage stehenden Flöze wegen der in der Tiefe zunehmenden Wasserführung schwierig.
Typisch sind die Gieser in den Gegenden von Zeißholz, Otterschütz, Commerau, Weißwasser und Hohenbocka.